# العرض الطبي
يشير العرض الطبي أو العرض العلاجي (بالإنجليزية: Medicine Show) إلى أعمال تجوال (السفر في شاحنات، الأحصنة، أو فرق في عربات) التي تروج لعلاجات مجهولة الهوية على أنها «العلاج المعجزة» ومنتجات أخرى بين فقرات ترفيهية عديدة. كانت مستوحاة من عروض الشعوذة الأوروبية وكانت منتشرة في الولايات المتحدة الأمريكية في القرن التاسع عشر، خاصةً في الغرب القديم (رغم أن البعض استمر حتى الحرب العالمية الثانية). عادة ما يروج «للإكسير المعجزة» ويُشار إليه أحيانا باسم (زيت الثعبان)، والذي كان يُدّعى أنه قادر على علاج أي مرض، التجاعيد، وإزالة البقع وإطالة الحياة أو علاج أي عدد من الأمراض الشائعة. وكانت معظم العروض الطبية لها العلاجات الخاصة بها (معظمهما كانت علاجات غير مسجلة إلا أنها اتخذت أسماء تجعلها تبدو رسمية). كانت تحتوي العروض الترفيهية على عروض غريبة، سيرك البراغيث، والأعمال الموسيقية، الخدع السحرية، والنكات، أو القصص. . يُقام كل عرض من قبل رجل ينتحل شخصية طبيب يجعل الحشد يتفاعل مع مونولوج. كان فنانو العروض الترفيهية مثل الأكروبات، رجل العضلات، السحرة، الراقصات، الشخصيات الساخرة، عروض الإغراء، وعروض الخفة يبقون الحشد منتبه حتى يبيع البائع بضاعته الطبية.

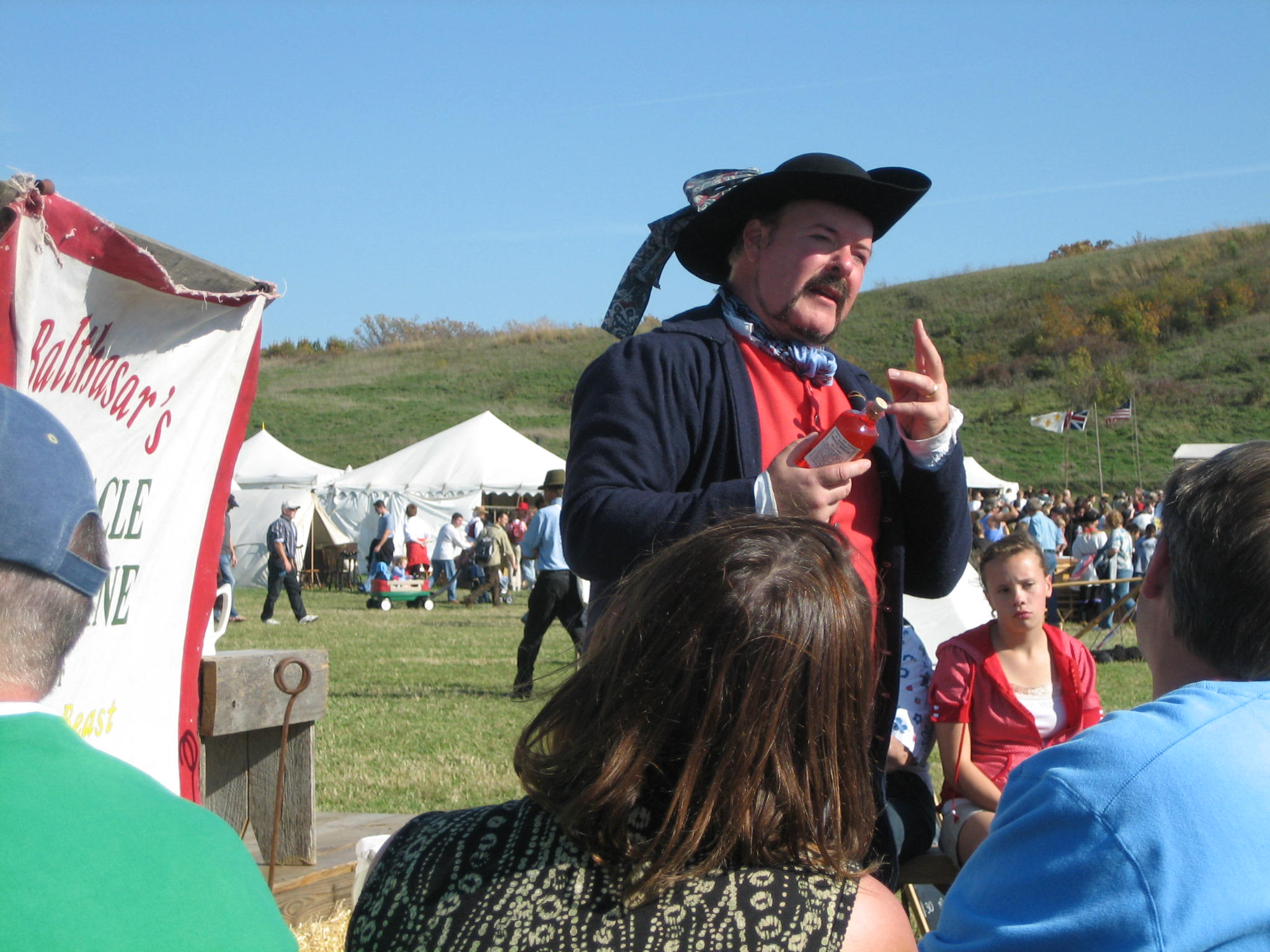
ممثل يلعب دور بائع في عرض طبي متنقل عام 1830 في مقاطعة ماكهنري، إلينوي، تجربة المهرجان التاريخي في الحديقة الجليدية في قرية رينغووود، إلينوي.

## المنشأ
بينما كان باعة العلاجات الإعجازية المزيفة موجودين منذ العصور الكلاسيكية القديمة، فإن ظهور الخليط بين العرض الترفيهي والمبيعات العلاجية بدأ في عصور الظلام بأوروبا حيث تم منع السيرك والمسارح وكانت تتم العروض فقط في الأسواق والأقبية لدعمها. سافر الباعة المخادعون في القرى الصغيرة والمدن الكبيرة، يبيعون الأكاسير المعجزة عن طريق تقديم عروض في الشوارع الصغيرة والشفاء الإعجازي. كان ظهور الباعة المتجولين الذين يبيعون الأدوية المشكوك في صحتها في المستعمرات الأمريكية قبل عام 1772، عندما وضعت القوانين التي تمنع نشاطهم. فنشأت عروض مفضلة بشكل متزايد لتروق لسكان الريف بشكل كبير.

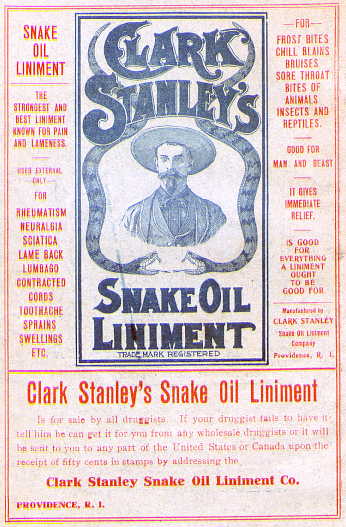
الغلاف الملون لمرهم زيت الثعبان من كلارك ستانلي. ويضم وصفا لاستخدامات المنتج، ورجل يرتدي قبعة مع اثنين من الثعابين حوله.

## القرن التاسع عشر
على مدار القرن التاسع عشر كان الطريق مصقول أمام الجوالة المخادعين لتقديم عروضهم العلاجية. مما أعطاهم الفرصة المزدهرة لتصنيع الأدوية غير معلومة الهوية الخاصة بهم. على الأقل تم تسجيل أكثر من 1500 دواء بحلول عام 1858، مما وفر للجوالة المغامرين مواد معينة ليقوموا ببيعها. هذه العلاجات التي بالكاد استطاعت علاج العَرَض الخاص بمرض ما. ولكن بديلاً عن ذلك اعتمدوا على محفزات أو مخدرات أخرى تعطى تأثير ممتع. كان الكحول، الأفيون والكوكايين من المكونات الأساسية، كانت قدرتها على الإدمان حافزًا إضافيا للزبائن للاستمرار في شرائها، بينما توفر فائدتها الطبية المزعومة عذرًا لتعاطيها. بحلول عام 1900، كانت صناعة الأدوية المزيفة تقدر بقيمة 80 مليون دولار. كانت أيضا العروض الطبية تساهم في توسيع الدعاية لصناعة الدواء، الذي تم من خلاله القدرة على توفير ملصقات غير مكلفة، ومنشورات، وغيرها من وسائل الترويج لمنتجاتهم. تضمنت صور أخرى من الدعاية استخدام الأناشيد لا تنسى، وشهادات مثيرة، وأساليب تخويف.
تضمنت العروض الطبية وسائل كثيرة من الترفيه المعروف مع خدع تسويقية من طبيب نصّب نفسه كبائع لعلاج أو جهاز مذهل يشفى جميع الأمراض. قدمت هذه العروض إما خارجيًا من خلال عربة أو منصة أو خيمة، أو في مكان مغلق كمسرح أو صالة أوبرا. كان الدخول دائما مجاني أو بتسجيل الاسم فقط. سيجعل الرجل المخادع مطالبه متعلقة بفعالية الدواء، وأحيانا يقوم بزراعة شهود بفعالية الدواء بين الحضور. كان هدف المتحدث هو خلق احتياج، أو خوف، ثم يقوم بعرض دوائه كعلاج فريد ووحيد. تنهار مقاومة الجمهور بالتناوب بين الترفيه وخدع التسويق، حتى يتشبع الجمهور بالرغبة في شراء المنتج. سيستمر العرض لأطول عدد أيام ممكن، ثم ينتقلون إلى المدينة المجاورة. من الممكن أن يستمر العرض في مكان محدد في فترة من ليلة واحدة وإلى ستة أسابيع، اعتمادًا على كيف سوقت الفرقة نفسها.
غالبا ما تكون العروض الطبية هي وسيلة الترفيه في المناطق الريفية التي ربما لم تشهد أي نوع أخر من العروض لمدة سنوات مديدة. أيا كانت قيمة النصيحة الطبية، فإن المتفرجين يجعلون المال الذي يدفعونه يستحق العرض الترفيهي. كانت بعض العروض الطبية تلي السيرك وقد غطت الولايات المتحدة كلها، رغم أن معظم العروض كانت تقام في الغرب الأوسط والجنوب، حيث يعتبر سكان هذه المناطق ساذجين إلى حد ما.

## شركةهاملينللزيت المعالج وشركةكيكابوالطبية الهندية
كان أكبر عرضين ناجحين أمريكيين هما شركة هاملين للزيت المعالج، والتي أسست في شيكاغو عن طريق جون وليساندر هاملين، وشركة كيكابو الطبية الهندية، التي أسست عام 1881 عن طريق تشارلز بجلو وجون هيلي. كانت فرق شركة هاملين تسافر في عربات ذات تصميم خاص، مع وسائل للتشخيص ومساحة للموسيقيين. كان مظهرهم يبدو نظيف، ومهذب، وعروضهم الموسيقية لجميع أفراد الأسرة. وتضمن جزء من الدعاية الخاصة بهم المطربون، أو كتيبات صغيرة أو كلمات أغنية والزيت المعالج للإعلان. كانت شركة كيكابو الطبية الهندية تصنع عروضا متجولة تعتمد علي احتفالات هندية تمثيلية مثل رقصات الحرب والزواج. قام ممثلين قبيلة كيكابو بالترجمة للهنود وبيع الساجوا. الدواء الشعبي الأشهر. قدمت الشركة أيضا أشكالا أخرى من الترفيه، مثل الاستعراض المسرحي، وأعمال كلب مدرب، والرقصات والألعاب البهلوانية.

## القرن العشرين
بينما كانت تنتج الأدوية التجارية الموثوق بها على المستوى الصناعي في أوائل القرن العشرين، فقد بدأت سمعة وسوق العلاجات المنزلية تتضاءل، وبدأت العروض الطبية تقتصر على قيمتها الترفيهية فقط. ولكن مع بدء انخفاض ريفية سكان أمريكا وزيادة تمدنهم، وإتاحة وسائل أخرى للترفيه مثل: الصور المتحركة، الاستعراض المسرحي والإذاعة في وقت لاحق، أدى ذلك إلى الاختفاء التدريجي للعروض الطبية المتجولة. بحلول عام 1930واصلت عدد قليل من هذه الشركات للقيام بجولات في الولايات المتحدة. وأصبحت أقل خلال الاضطراب الاقتصادي والاجتماعي في فترة الكساد العظيم والحرب العالمية الثانية. أما هؤلاء الذين استطاعوا النجاة حتى عام 1950 وجدوا أنفسهم في منافسة مع التلفاز واعتبارهم قطع أثرية من عصر سابق أكثر سذاجة. هذه الحبكة، كانت أكبر كثيرًا من القدرة على ترويج العلاجات المنزلية، وقدمت الدور الأكبر في انتهاء عروض الطب المتجول.

## قافلة هاداكول
كانت قافلة هاداكول واحدة من أشهر العروض المتجولة في القرن العشرين، ممولة عن طريق سيناتور ولاية لويزيانا دادلى جى لوبلان وشركة لوبلان التابعة له، صانعي الدواء المشكوك في مدى فعاليته وفيتامينات هاداكول المنشطة، المعروفان بقوى علاجية مزعومة ونسبة عالية من الكحول. أقيم العرض المسرحي في ديب ساوث في أربعينيات القرن العشرين مع الكثير من الدعاية، تميزت بعروض موسيقية بارزة ومشاهير هوليود والدعاية لهاداكول، والتي تم بيعها خلال فترة الاستراحة وبعد العرض. الدخول للعرض كان يُدفع له عُلب الفيتامين المنشط، الذي كان يباع في المحلات في جميع أنحاء جنوب الولايات المتحدة. توقفت قوافل هاداكول فجأة عام 1951، عندما سقطت مؤسسة هاداكول في فضيحة مالية كبيرة.

## رئيس سحابة الرعد وسام وتد الساق
واحدة من آخر أكبر العروض الدوائية التي كانت لها أغنية البجعة في صيف 1972، عندما أقيم عرض الرجلين رئيس سحابة الرعد (البائع المزيف ليو كادوت، بوتاواتومي، من أوكلاهوما)  وسام وتد الساق (عازف الهارمونيكا والمغني والممثل الكوميدي آرثر جاكسون) في كرنفال في بيتسبورو في نورث كارولينا. وكان المعرض الأخير من العام لهما؛ حيث توفي كادوت في الشتاء.
.

## «دوك» سكوت أخر عرض طبي حقيقي في الزمن القديم
ربما قدم تومي سكوت آخر عرض طبي، الذي قدم حوالي 300 عرض لكل عام وحتى سنة 1990. انضم سكوت لغرف «دوك» للعروض الطبية كمراهق في العقد 1930، والتي أقيمت بواسطة غرف ام اف في نهاية القرن التاسع عشر. سكوت غنى، ولعب الجيتار، وقدم عروض التكلم البطني المسرحية والتمثيل بتلوين أسود للوجه، وروّج للملين أوـ لاك الخاص بالفرقة. عندما تقاعدت الفرقة في نهايات العقد 1930، أصبح سكوت مسئولا عن العرض، ومثل لسنوات عديدة مع زوجته، ماري، وصديقه، جاينز بليفنز، المعروف باسم «الفقاعة القديمة». شاركت «ساندرا» ابنة سكوت في العرض كمغنية، لاعبة باس، وأكروبات، ومنذ عام 1960 فصاعدًا اتجه العرض نحو الانتهاء. وأفسح عشب أوـ لاك المجال أمام مرهم الجلد المنثولي، والذي أسماه سكوت زيت الثعبان. لعقود، تجوّل العرض في الساحات والمراكز الكبرى باسم «دوك» سكوت أخر عرض طبي حقيقي من الزمن القديم. من 1960 إلى 1980، قدم العرض تبرعات لمؤسسات خيرية مثل نادي الليونز والنادي المتفائل.

## في الثقافة الشعبية
في عام 1933 صورت كريزي كات عرضًا طبيًا، قدمت كريزي عرض حيث تؤدي بعض الحركات وتبيع السوائل المعبأة في زجاجات التي لديها مجموعة متنوعة من الاستخدامات .
جيمس ثيربر الملقب باسم «دوك مارلو» (نشر في دع عقلك وشأنه، عام 1937) وهو بائع متقاعد لزيت الثعبان في عروض متجولة، والذي باع في وقت لاحق منتجه كمرهم بلاك هوك. في تحول نموذجي، قام مارلو بالغش بطريقة محدودة في البطاقات وغيرها من ألعاب الحظ، ولكن جلسات التدليك التي استخدم فيها زيت الثعبان (غير المؤذية ولكن باهظة الثمن) هي في الواقع فعالة للغاية. في فيلم 1949 «المفتش العام»، الشخصية التي لعبها داني كاي كرجل يعمل في العروض الطبية، ويبيع «اكسير ياكوف الذهبي»
سمت العديد من الأعمال الموسيقية الحديثة نفسها باسم هذه الظاهرة القديمة، بما في ذلك «عرض كرو القديم الطبي»، عرض دكتور ويست الطبي وفرقة جانك، عرض مون دوج الطبي، «الدكتور هوك والعرض الطبي»، عرض إم في وإي إي الطبي. تم استخدام الاسم أيضا في عنوان الألبوم العرض الطبي نقابة الأحلام، وأغنية بيغ أوديو ديناميت في «العرض الطبي» وأغنية الفرقة الموسيقية «العرض الطبي دبليو إس والكوت». طوال عام 2010 و 2011، أطلق فنان الهيب هوب مادليب سلسلة متنوعة من 12 جزء بعنوان «عرض مادليب الطبي».
سمّى كاتب الخيال العلمي أورسون سكوت كارد مجلته للخيال العلمي على الإنترنت «العرض الطبي بين المجرات» قام الثلاثي الكوميدي البريطاني «ذا جوديز» (الجيدون) بأداء مشهد كجزء من «عرض ذا جويدز الطبي المتنقل» في حلقة من مسلسلهم التلفزيوني بعنوان «مستشفى للإيجار». يتضمن المشهد مساعد مزروع بين الجمهور (تيم بروك تايلور) الذي يندفع من بين الحشد «لإثبات» أن الإكسير السري هو شفاء لكل الأمراض .
في لعبة الفيديو روك ستارز «ريد ديد ريديمبشن»، تلعب واحدة من الشخصيات الرئيسية دور محتال في أوائل القرن ال20 يقوم ببيع ما اسماه جون مارستون زيت الثعبان.
في «أغنيتك» لالتون جون، يرد ذكر الرجل الذي يصنع «الجرعات في عرض متنقل»
في عام 1970، أسس اثنين من الأعضاء الأصليين في المسرح المفتوح، باربرا فن وجيمس باربوسا، مسرح لفرقة العروض الطبية، في نيويورك أيضا. وهو يعتبر واحدا من أول وأحد المسارح التجريبية الأطول عملا في مدينة نيويورك. انتقلت حول المدينة عدة مرات في سنواتها الأولى، وكانت لها مكان دائم في 14 موقع مختلف حتى استقرت أخيرا في شارع 52 غربي، حيث لا يزال موجود حتى اليوم. وقد تألف عملها من المسرحيات الجديدة، والتعديلات الأصلية من الكتب الكلاسيكية، إعادة بناء المسرحيات الموسيقية الكلاسيكية (وخصوصا تلك التي تخص كول بورتر) والتي كان يُعتقد أنها فقدت، وتعديلات ذكية على الأعمال المشهورة، مثل إدخال الأغاني كول بورتر في مسرحيات شكسبير، وتحويلهم إلى كوميديا موسيقية
في عام 1974البوم «كل ما تعرفه خطأ» للفرقة الكوميدية مسرح فايرساين، قام الراوي بتشغيل تسجيل سلكي للعرض الطبي لدكتور فايرساين، والتي من خلالها طوّر البروفيسور آرتشر «خروج المغلوب من الرقصة الرئيسية من لاصقة هرم المهمة اليسيرة» و «ضجة دون حول الزيت المنشط جحيم إنكا». أعد وأدمج آرتشر ومساعديه جرعة هلوسات مع هذه المكونات التي تؤدي إلى التقاء مع الشامان الهندي. يتكون الترفيه من مسرحية ساخرة «كوخ العم توم».
تدور أغنية «العجر، الصعاليك واللصوص»، التي يؤديها شير، حول الفتاة التي «ولدت في عربة تابعة لعرض متنقل» يبيع والدها زجاجات دواء زيت الثعبان ويسمى «طبيب جيد.»
يظهر في فيديو كليب لمايكل جاكسون وأغنية بول مكارتني «ساي، ساي، ساي» مكارتني وزوجته، وجاكسون يقومون بعرض الطب التقليدي.
في حلقة " جرامبا مقابل عدم الكفاية الجنسية" من مسلسل عائلة سمبسون، هوميروس وجرامبا سيمبسون يسافرون في جميع أنحاء البلاد، ويقدمون عروض طبية تبين قدرتهم الجنسية، "سيمبسون ومنشط الابن"."
تقدم عروض مثل الرجل اللعوب جي فينيس فلوستربك، والساحر مارك نيلسن معتمدة على عروض الطب القديم. كان يتلاعب بإكسير الجذر الأزرق، والذي (وفقا لسيرة ملفقة) «استعاد ثقته في سذاجة الرأي العام الأميركي.»
الساحر «بوب» هايدن صمم عروضه السحرية على نمط العروض الطبية في العصر القديم، اكتمالا ببيع العديد من المنتجات مثل «الزيت المعجزة من بوب هايدن»، الذي يدعي أنه تلقلاه من «هنود وهميين».
عام 1977 أظهر فيلم الحركة الحية / الرسوم المتحركة الموسيقية التنين بيت رجل من عرض طبي يدعى الدكتور تيرمينوس، حيث
تشكك السكان المحليون في أمره أولا، ثم تم خداعهم، بقدرته المزعومة على تحقيق الشفاء.

## اقرأ أيضًا
- زيت الثعبان
- الطب الشعبي
- دجل